# 산지생태축산
산지 생태축산은 유휴 산지를 활용한 방목 축산을 통해 동물복지와 농가 소득을 동시에 고려하고 환경친화적 축산물을 생산하는 축산 형태이다. 산림 본래의 기능과 생태계를 훼손하지 않으면서 임간초지를 기반으로 조사료 증산, 생산비 절감은 물론, 친환경·동물복지, 관광 체험 등 다양한 효과를 낳는 축산업을 실현할 수 있다.
산지 생태축산은 산지 자원을 효과적으로 활용함으로써 국내외 시장 여건 변화에 크게 좌우되지 않고 지속적이고 안정적인 조사료 수급을 가능하게 한다. 또 수입 사료를 먹은 가축의 배설물로 인한 환경오염 문제를 해결하고 지속 가능한 축산 기반을 다질 수 있는 가장 효과적인 방법이다.